# Oak Point (Teksas)
Oak Point je grad u američkoj saveznoj državi Teksas. Prema popisu stanovništva iz 2010. u njemu je živjelo 2.786 stanovnika.